# Davit Gvaramadze
Davit Gvaramadze (géorgien : დავით გვარამაძე), né le 8 novembre 1975 à Tbilissi en Géorgie, est un footballeur international géorgien, qui évoluait au poste de gardien de but.

## Biographie

### Carrière de joueur
Davit Gvaramadze dispute 7 matchs en Ligue des champions, et 4 matchs en Coupe de l'UEFA.

### Carrière internationale
Davit Gvaramadze compte 28 sélections avec l'équipe de Géorgie entre 1998 et 2004. 
Il est convoqué pour la première fois par le sélectionneur national Vladimir Gutsaev pour un match amical contre l'Albanie le 8 février 1998 (victoire 3-0). Il reçoit sa dernière sélection le 19 février 2004 contre Chypre (défaite 3-1).

## Palmarès
- Avec le Dinamo Tbilissi
  - Champion de Géorgie en 1992, 1993, 1994, 1995, 1999 et 2003
  - Vainqueur de la Coupe de Géorgie en 1992, 1993, 1994, 2003 et 2004

- Avec le Skonto Riga
  - Champion de Lettonie en 1998
  - Vainqueur de la Coupe de Lettonie en 1998

- Avec le Torpedo Koutaïssi
  - Champion de Géorgie en 2001 et 2002
  - Vainqueur de la Coupe de Géorgie en 2001

- Avec le Lokomotiv Tbilissi
  - Vainqueur de la Coupe de Géorgie en 2005